# Dorcadion kastekus
Dorcadion kastekus là một loài bọ cánh cứng trong họ Cerambycidae.